# Margaretha de Bohun
Margaretha de Bohun (Caldecote, 3 april 1311 – 16 december 1391) was door haar huwelijk met Hugh de Courtenay gravin van Devon.

## Biografie
Margaretha de Bohun werd geboren als het zevende kind en de derde dochter van graaf Humphrey de Bohun en zijn vrouw Elisabeth van Engeland. Via haar moederskant was ze een kleindochter van koning Eduard I van Engeland en Eleonora van Castilië. Kort voor haar elfde werd Margaretha wees en op 11 augustus 1325, op veertienjarige leeftijd, trouwde ze met Hugh de Courtenay.
Zij waren al sinds 1314 met elkaar verloofd geweest. In de huwelijksovereenkomst die indertijd gesloten was werd overeengekomen dat Margaretha en Hugh van Hugh's vader 400 marken land kregen en dat als Margaretha haar echtgenoot zou overleven dat zij dit land zou behouden. Haar man overleed in 1377 en Margaretha zou veertien jaar later overlijden..
Ze overleed op 16 december 1391 op tachtigjarige leeftijd. Margaretha werd na haar dood naast haar echtgenoot begraven in de Kathedraal van Exeter.

## Nageslacht
Uit haar huwelijk met Hugh de Courtenay kreeg Margaretha zeventien kinderen:
- Hugh (1327-1349), stierf voor zijn vader en was getrouwd met Elisabeth de Vere
- Thomas (1329-?), kanunnik in Exeter
- Edward (1331-?), getrouwd met Emeline Dawney en vader van Edward I van Devon
- Robert
- William (1342-1396), aartsbisschop van Canterbury
- Philip (1355-1406), getrouwd met Anna Wake
- Peter (1347-1405), getrouwd met Margaretha Clyvedon
- Humphrey
- Margaretha, getrouwd met John de Cobham
- Elisabeth, getrouwd met John de Vere en Andrew Luttrel
- Catharina, getrouwd met Thomas Engaine
- Anna
- Johanna, getrouwd met John Cheverston
- Margaretha (ca. 1350-na 1381), getrouwd met Theobald Grenville II
- Onbekende dochter
- Onbekende dochter
- Onbekende dochter